# Adriana Fernández

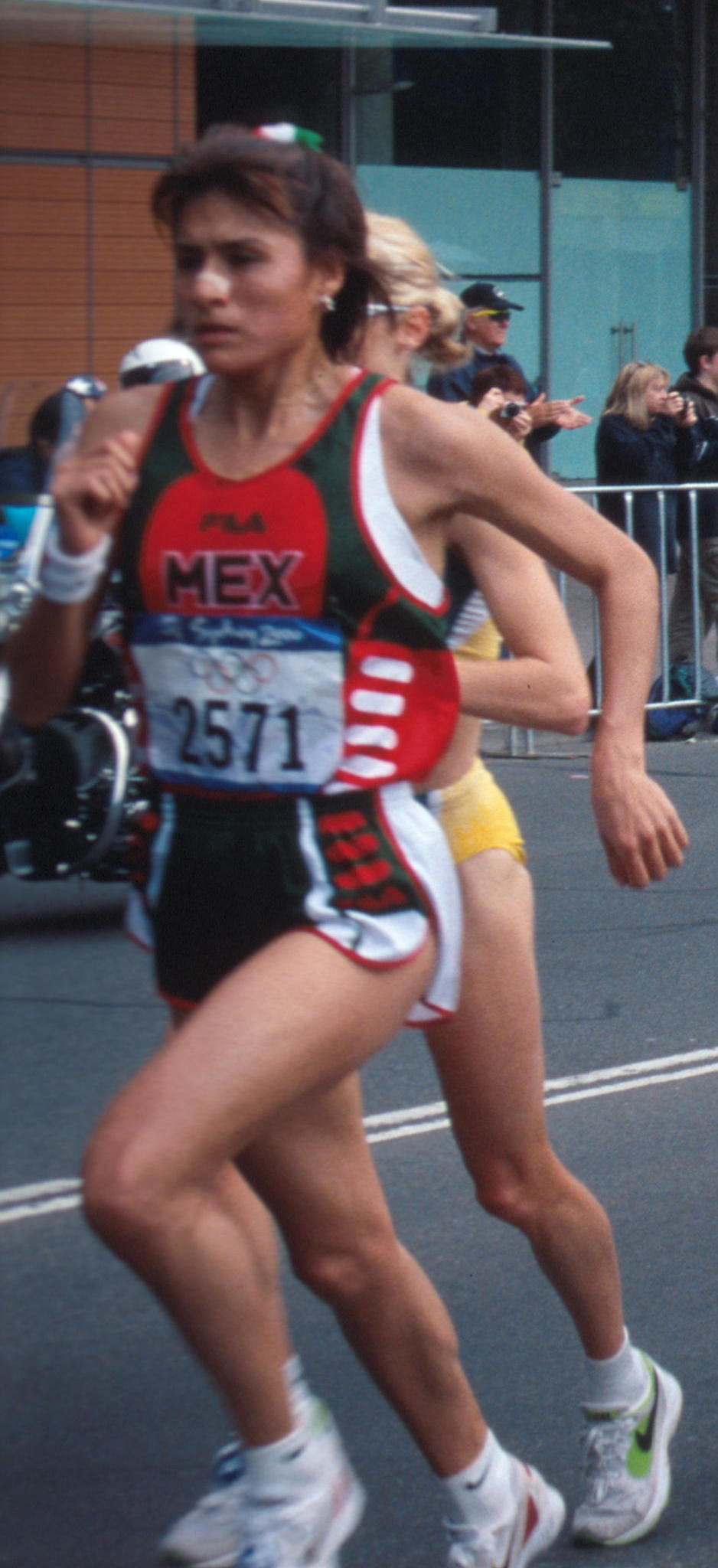
Adriana Fernández, 2000

Adriana Fernández (Adriana Fernández Miranda; * 4. April 1971 in Mexiko-Stadt) ist eine mexikanische Langstreckenläuferin.

## Leben
Ihre ersten Erfolge hatte sie auf der Bahn. 1993 wurde sie Zentralamerika/Karibik-Vizemeisterin über 1500 Meter und 3000 Meter und gewann Silber bei den Zentralamerika- und Karibikspielen über 3000 Meter. 1995 errang sie über 5000 Meter Gold bei den Panamerikanischen Spielen in Mar del Plata und holte bei der Zentralamerika- und Karibikmeisterschaft Silber über 1500 Meter und Gold über 5000 Meter. Bei den Weltmeisterschaften in Göteborg schied sie über 5000 Meter im Vorlauf aus.
1996 gewann sie den Houston-Marathon und qualifizierte sich damit für den Marathon der Olympischen Spiele in Atlanta, bei dem sie auf den 51. Platz kam. Nach einem weiteren Vorrunden-Aus über 5000 Meter bei den Weltmeisterschaften 1997 in Athen wurde sie 1998 Siebte beim London-Marathon mit dem nationalen Rekord von 2:29:46 h, gewann bei den Zentralamerika- und Karibikspielen Silber über 5000 Meter und Gold über 10.000 Meter und wurde Zweite beim New-York-City-Marathon in 2:26:33.
Im Jahr darauf verbesserte sie als Zweite beim London-Marathon ihren Landesrekord auf 2:24:06 und gewann bei den Panamerikanischen Spielen in Winnipeg erneut Gold über 5000 Meter. Zwar scheiterte sie über diese Distanz bei den Weltmeisterschaften in Sevilla erneut in der Vorrunde, dafür gelang ihr aber ein Sieg beim New-York-City-Marathon.
2000 wurde sie Vierte beim London-Marathon und belegte beim Marathon der Olympischen Spiele in Sydney den 16. Rang. 2001 gewann sie den Maratón de la Comarca Lagunera und wurde Neunte in London, und 2002 siegte sie beim Beach to Beacon 10K, beim Virginia-Beach-Halbmarathon und wurde Zweite beim Berlin-Marathon in 2:24:11. 2003 folgten einem Sieg beim Kyōto-Halbmarathon ein zwölfter Platz beim London-Marathon, Doppelgold über 5000 und 10.000 Meter bei den Panamerikanischen Spielen in Santo Domingo und ein achter Platz beim New-York-City-Marathon.
Bei den Olympischen Spielen 2004 in Athen startete sie über 10.000 Meter und lief auf dem 23. Platz ein.
2005 kehrte sie auf die 42,195-km-Distanz zurück, wurde Dritte in der Comarca Lagunera und siegte im Dezember beim Las-Vegas-Marathon. 2008 wurde sie Zweite beim Mexiko-Stadt-Marathon, und 2009 gewann sie den Guadalajara-Marathon.
Mit ihrem zweiten Sieg in der Comarca Lagunera wurde sie 2010 mexikanische Marathonmeisterin.

## Persönliche Bestzeiten
- 1500 m: 4:15,96 min, 13. Juni 2003, Xalapa
- 3000 m: 8:53,53 min, 25. Juni 2000, Portland (mexikanischer Rekord)
- 5000 m: 15:04,32 min,	17. Mai 2003, Gresham (mexikanischer Rekord)
- 10.000 m: 31:10,12 min, 1. Juli 2000,	Brunswick (mexikanischer Rekord)
- 10-km-Straßenlauf: 31:56 min, 3. August 2002, Cape Elizabeth
- Halbmarathon: 1:09:28 h, 9. März 2003, Kyōto
- Marathon: 2:24:06 h, 18. April 1999, London